# El gat vell i el ratolí
El gat vell i el ratolí és una faula de Jean de La Fontaine escrita en 1693 a encàrrec de Lluís de França (duc de Borgonya). La faula ha conegut dues versions musicals.

## Argument
Un ratolí cau en les urpes d'un gat vell i intenta implorar per la seva vida. Afirma que si el deixa anar, ara que és petit i jove, els seus fills tindran un millor àpat quan hagi engreixat després d'anys de menjar blat. El gat vell li contesta que els fills procuraran per ells mateixos i que ningú no enganya un gat vell i se'l cruspeix.

## Anàlisi
La faula alerta contra la prepotència de la joventut, que creu que pot vèncer-ho tot i no pot res contra l'experiència dels vells. També ensenya que la natura mana sobre l'enginy, en aquest cas el desig de menjar-se el ratolí, típic del gat, podrà més que qualsevol raonament que la víctima pugui intentar.